# Перлетто
Перлетто (італ. Perletto, п'єм. Përlèj) — муніципалітет в Італії, у регіоні П'ємонт, провінція Кунео.
Перлетто розташоване на відстані близько 460 км на північний захід від Рима, 70 км на південний схід від Турина, 60 км на північний схід від Кунео.
Населення — 295 осіб (2014).
Щорічний фестиваль відбувається 8 травня. Покровитель — святий Віктор.

## Географія
Станом на 31 грудня 2004 року населення міста складало 321 особу, а площа - 10,5 квадратних кілометрів (4,1 квадратних миль). Перлетто межує з такими муніципалітетами: Кастіно, Кортіліа, Сан-Джорджіо-Джорджіо, Везіме: Кастіно, Кортемілія, Ольмо-Джентиле, Сан-Джорджо-Скарампі, Сероле та Везиме.

## Демографія
Населення за роками:

Станом на 1 січня 2023 року в муніципалітеті офіційно проживало 20 іноземців з 7 країн, серед них 11 громадян країн Євросоюзу.

## Сусідні муніципалітети
- Кастіно
- Кортемілія
- Ольмо-Джентіле
- Сан-Джорджо-Скарампі
- Сероле
- Везіме